# Damien Plessis
Damien Plessis (Neuville-aux-Bois of Réunion, 5 maart 1988) is een Franse voetballer. Op dit moment komt hij uit voor het Griekse Panathinaikos. Voordien speelde hij onder andere voor Liverpool FC en de jeugd van Olympique Lyon.

## Liverpool
Plessis tekende op de laatste dag van de transfermarkt van 2007 een driejarig contract. De trainer van Liverpool FC, Rafael Benítez, zei na het tekenen van Plessis dat goede, grote en sterke voetballer is. Plessis maakte zijn debuut tegen Arsenal FC op 5 april 2008. Die wedstrijd eindigde in een 1-1 gelijkspel. In datzelfde jaar maakte hij ook zijn debuut in de UEFA Champions League tegen Standard Luik. Zijn eerste goal maakte hij in de wedstrijd om de Carling Cup tegen Tottenham Hotspur.
In seizoen 2009/2010 viel hij uit de kern en moest Plessis met de reserves meespelen. Het seizoen daarop vertrok hij naar Panathinaikos FC in de hoop meer speelminuten te krijgen.

## Statistieken
|                            |                  | Premier League | Premier League | FA Cup | FA Cup | League Cup | League Cup | Europe | Europe | Totaal | Totaal |
| App                        | Goals            | App            | Goals          | App    | Goals  | App        | Goals      | App    | Goals  | App    | Goals  |
| -------------------------- | ---------------- | -------------- | -------------- | ------ | ------ | ---------- | ---------- | ------ | ------ | ------ | ------ |
| Liverpool (Premier League) | 2007-08          | 2              | 0              | 0      | 0      | 0          | 0          | 0      | 0      | 2      | 0      |
| Liverpool (Premier League) | 2008-09          | 2              | 0              | 0      | 0      | 2          | 1          | 2      | 0      | 5      | 1      |
| Liverpool (Premier League) | 2009-10          | 0              | 0              | 0      | 0      | 1          | 0          | 0      | 0      | 1      | 0      |
| Liverpool totaal           | Liverpool totaal | 4              | 0              | 0      | 0      | 3          | 1          | 2      | 0      | 8      | 1      |
| Carrière totaal            | Carrière totaal  | 4              | 0              | 0      | 0      | 3          | 1          | 2      | 0      | 8      | 1      |